# Veep
Veep is een Amerikaanse komische serie uitgezonden op HBO met als decor het kantoor van Amerikaans vicepresident Selina Meyer, gespeeld door Julia Louis-Dreyfus. Het programma werd bedacht en gemaakt door Armando Iannucci en werd geïnspireerd door zijn eerdere politieke satires, de BBC-serie The Thick of It en de voor beste bewerkte scenario in 2010 Oscar-genomineerde film In the Loop. Veep is een informele afkorting voor vicepresident.
Het eerste seizoen startte op 22 april 2012 en telde acht afleveringen, het tweede seizoen startte op 14 april 2013 en telde tien afleveringen en het derde seizoen, uitgezonden in de loop van 2014, telt eveneens tien afleveringen. Julia Louis-Dreyfus won tijdens de 64e Primetime Emmy Awards in 2012 de trofee voor beste vrouwelijke hoofdrol in een komische serie. In 2013 won ze tijdens de 3e Critics' Choice Television Awards eveneens de prijs voor beste vrouwelijke hoofdrol.

## Verhaallijn
Voormalig senator Selina Meyer, gescheiden vrouw met een dochter is vicepresident van de Verenigde Staten en heeft een gespannen relatie met de president, onder meer door haar frustraties over hoe weinig invloed ze heeft en de frustraties van haar medewerkers. Toch probeert ze met haar mantra "politics is about people" kleine projecten op de rails te krijgen.

## Rolverdeling

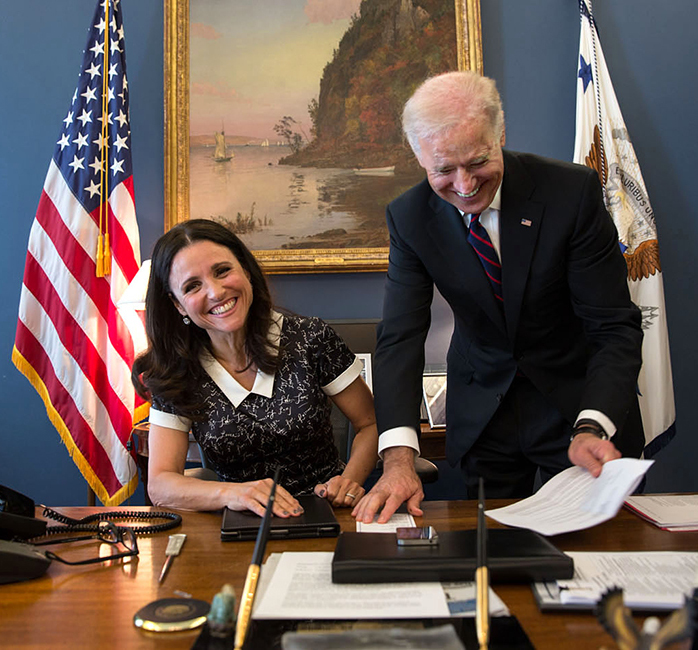
Louis-Dreyfus met vicepresident Joe Biden in het Witte Huis

#### Hoofdbezetting
- Julia Louis-Dreyfus als vicepresident Selina Meyer
- Anna Chlumsky als Amy Brookheimer, de vicepresidents stafchef
- Tony Hale als Gary Walsh, de vicepresidents assistent
- Matt Walsh als Mike McLintock, de vicepresidents communicatieadviseur
- Reid Scott als Dan Egan, de vicepresidents plaatsvervanger-communicatieadviseur
- Sufe Bradshaw als Sue Wilson, de vicepresidents persoonlijke assistent
- Timothy Simons als Jonah Ryan, Witte Huis liaison

#### Terugkerende bezetting
- Gary Cole als Kent Davison, hoofdstrateeg van de President
- Kevin Dunn als Ben Cafferty, stafchef van de president
- Dan Bakkedahl als congreslid Roger Furlong
- Nelson Franklin als Will, congreslid Furlongs assistent
- Phil Reeves als Andrew Doyle
- Peter Grosz als Sidney Purcell
- William L. Thomas als Martin Collins, geheim agent
- Randall Park als Minnesota gouverneur Danny Chung
- David Pasquesi als Andrew Meyer, Selina's ex-man
- Sarah Sutherland als Catherine Meyer, Selina's dochter
- Jessica St. Clair als Dana, Gary's vriendin
- Brian Huskey als Leon West
- Zach Woods als Ed Webster, Amy's vriend